# 軌道姿勢制御システム
軌道姿勢制御システム（きどうしせいせいぎょシステム Orbit attitude and maneuvering system,OAMS）はアメリカ合衆国のジェミニ宇宙船における軌道上での軌道変更・姿勢制御のためのロケット推進システム。
OAMSは16基のスラスターで構成されており、宇宙船操縦のため、各方向に向けて固定ノズルが取り付けられている。推進剤はヒドラジン・四酸化二窒素であり、二液を混合しただけで発火するハイパーゴリック推進剤を用いている。8基の推力100ポンドのスラスターと8基の推力25ポンドのスラスターの組み合わせとなっている。これらの出力を操作することにより、宇宙船のロール・ピッチ・ヨー操作を行い、軌道変更も行なう。ただし、推力100ポンドのスラスターのうち2基は1962年に85ポンドに減出力された。
1966年のジェミニ8号ではOAMSの故障により、姿勢制御が困難となり、宇宙飛行の中止を余儀なくされている。